# LATAM Airlines Group
LATAM Airlines Group S. A. (Шаблон:Bov, SanSEШаблон:Sanse) — південноамериканський авіаційний холдинг зі штаб-квартирою у місті Сантьяго (Чилі), що формується зараз шляхом об'єднання двох найбільших авіакомпаній континенту — бразильської TAM Airlines і чилійської LAN Airlines.
Обидва перевізники є флагманськими авіакомпаніями у своїх країнах і в короткостроковій перспективі планують виконувати рейси під власними торговими марками. Повне злиття компаній заплановано на середину липня 2011 року. Генеральним директором LATAM Airlines Group призначений гендиректор LAN Airlines Енріке Куету, на посаду голови ради директорів нового холдингу затверджено віцепрезидент і співвласник TAM Airlines Маурісіо Ролім Амару.
13 серпня 2010 року авіакомпанії підписали протокол про взаєморозуміння і наміри, твердження ж остаточної угоди планується здійснити 19 липня 2011 року. Вона подала заяву про захист кредиторів за Главою 11 26 травня 2020 року.

## Флот

Пункти призначення авіакомпаній холдингу LATAM Airlines Group. Червоними точками відзначені пункти TAM Airlines, синіми — LAN Airlines

У серпні 2010 року флот авіакомпаній TAM Airlines і LAN Airlines складали наступні літаки:

## Перелік дочірніх підприємств холдингуLATAM Airlines Group
Нижче наведено перелік список дочірніх підприємств основних авіакомпаній холдингу LATAM Airlines Group станом на лютий 2011 року:
- Чилі — LAN Airlines
  -  Аргентина — LAN Argentina
  -  Чилі — LAN Cargo
  -  Еквадор — LAN Ecuador
  -  Чилі — LAN Express
  -  Перу — LAN Perú
  -  Бразилія — ABSA Cargo Airline
  -  Колумбія — Aires[12]
  -  Колумбія — LANCO
  -  Мексика — MasAir
- Бразилія — TAM Airlines
  -  Парагвай — TAM Airlines (Парагвай)
  -  Бразилія — TAM Cargo
  -  Бразилія — Pantanal Linhas Aéreas